# FIA Formel 3
|  | For motorsportklassen, se Formel 3. |
FIA Formel 3 er en motorsportserie under FIA for formelbiler.

## Oprindelse
Den 13. marts 2017 blev det offentliggjort, at GP3 Series og FIA Formel 3 Europa skulle fusioneres til en Formel 3-serie, som vil debuterede i 2019.
Den oktober 2018 besluttede FIA-præsident Jean Todt i at nævne den kommende serie for FIA Formula 3 Championship (FIA Formel 3).

## Kørermesterskabet
| Sæson | Kører              | Hold           | Pole position | Sejre | Podium | Hurtigste omgang | Point |
| ----- | ------------------ | -------------- | ------------- | ----- | ------ | ---------------- | ----- |
| 2019  | Robert Shwartzman  | Prema Racing   | 2             | 3     | 10     | 2                | 212   |
| 2020  | Oscar Piastri      | Prema Racing   | 0             | 2     | 6      | 3                | 164   |
| 2021  | Dennis Hauger      | Prema Racing   | 3             | 4     | 9      | 5                | 205   |
| 2022  | Victor Martins     | ART Grand Prix | 0             | 2     | 6      | 1                | 139   |
| 2023  | Gabriel Bortoleto  | Trident        | 1             | 2     | 6      | 3                | 164   |
| 2024  | Leonardo Fornaroli | Trident        | 2             | 0     | 7      | 2                | 153   |

## Holdmesterskabet
| Sæson | Hold         | Pole position | Sejre | Podium | Hurtigste omgang | Point |
| ----- | ------------ | ------------- | ----- | ------ | ---------------- | ----- |
| 2019  | Prema Racing | 4             | 8     | 24     | 7                | 527   |
| 2020  | Prema Racing | 4             | 7     | 16     | 7                | 470.5 |
| 2021  | Trident      | 2             | 5     | 13     | 3                | 381   |
| 2022  | Prema Racing | 0             | 3     | 15     | 4                | 355   |
| 2023  | Prema Racing | 1             | 5     | 13     | 6                | 327   |
| 2024  | Prema Racing | 2             | 7     | 14     | 5                | 352   |